# Papež Janez II.
Janez II. , rimski škof, (papež) rimskokatoliške Cerkve, * 470 Rim, Lacij, Italija (Zahodnorimsko cesarstvo); † 8. maj 535 Rim, Italsko kraljestvo.

## Življenjepis
Janez II. je rojen kot  Mercurius (Merkurij) in je bil papež med letoma 533 in 535. Bil je sin Projekta (latinsko: Projectus), rojen v Rimu in duhovnik (arhiprezbiter) v baziliki sv. Klemena v Rimu. Papež je postal 2. januarja 533 po dvomesečni sedesvakanci.
Bil je prvi papež, ki je ob nastopu papeževanja spremenil svoje ime kot neprimerno, saj je bilo njegovo rojstno ime poganskega izvora in sicer ime rimskega boga Merkurja, ki v grški mitologiji ustreza bogu Hermesu. 
Rimski senat je izdal odlok zoper simonijo pri papeških volitvah, ki je bil pa tudi zadnji odlok tega organa in ni imel vpliva na dogajanja. 
Papež je potrdil obrazec veroizpovedi, ki  je želel pridobiti monofizite, in ga je izdal kot dekret bizantinski cesar Justiijan marca 533: »Sin, ena od oseb nedeljive Trojice, se je učlovečil in bila križan«, medtem ko so monofiziti izpuščali »Sina«. 
V baziliki svetega Klemena je še sedaj viden napis nad baldahinom: »Mercurius presbyter« - »Duhovnik Merkur« ter  monogram Johannes (Janez). 

## Smrt
Janez II. je umrl 8. maja 335 v Rimu in je pokopan v cerkvi svetega Petra v Rimu. Ni prištet med svetnike. 